# SRT 3001
In den frühen 1960er-Jahren lieferte Henschel 27 Streckendiesellokomotiven einer aus der DB-Baureihe V 160 abgeleiteten dieselhydraulischen Bauart an die Thailändische Staatsbahn (RTGS): (Kan Rot Fai Haeng Prathet Thai; thailändisch การรถไฟแห่งประเทศไทย, englisch State Railway of Thailand, SRT), die als SRT-Baureihe 3001 bezeichnet wurden. Maschinen ähnlicher Bauweise gingen in den Spurweiten 760 mm und 1000 mm nach Bulgarien, Spanien und Togo.

## Geschichte und Entwicklung
Bereits Anfang der 1930er-Jahre begannen die thailändischen Staatsbahnen (SRT), seinerzeit noch „Royal State Railways of Siam“ (RSR), Fernzüge in den Norden und in den Süden auf ihrem Meterspurnetz zu verdieseln und gehörten damit zu den asiatischen Vorreitern der Dieseltraktion. Für die sechs dieselelektrischen RSR 501 bis RSR 506 lieferte seinerzeit bereits Henschel den mechanischen Teil, die schweizerischen Sulzer
einen 8-Zylinder-Motor und Oerlikon die elektrischen Komponenten. Ende der 1940er, Anfang der 1950er Jahre folgten von diesem Konsortium die RSR 651 bis RSR 654 und RSR 561 bis RSR 563.
In den 1950er Jahren kamen im Laufe der weiteren Verdieselung im Streckendienst in größeren Losen zunächst Davenport-Besler und Hitachi mit Motoren von MAN zum Zuge. Henschel kam seither für die SRT im Bereich der Dieseltraktion nur als Lieferant kleinster Stückzahlen für die Bahnstrecke Thonburi–Samut Songkhram, auch Mae-Klong-Bahn (thailändisch ทางรถไฟสายแม่กลอง) genannt – einem Vorortverkehr im Südwesten von Bangkok – zum Zuge (Henschel DH 400, Baujahr 1957, Achsfolge 1'C1', Kuppelstange und Blindwelle).
Bis dahin lag der Schwerpunkt der Fahrzeugentwicklung im Hause Henschel auf Dampflokomotiven. In den späten 1950er Jahren begann der Hersteller den Einstieg in die Konstruktion und Fertigung von Diesellokomotiven mit hydraulischer Kraftübertragung sowie Drehgestellen und Gelenkwellen mit zwei DHG 630 an die ARBED in Differdange und sieben DH 1420 an die South African Railways.
Anfang der 1960er Jahre konnte sich Henschel neben General Electric mit deren dieselelektrischen Co'Co'-Maschinen der SRT-Baureihe 4001—4050 auch mit seinem etwas schwächeren Typ DH 1200 BB als Lieferant platzieren. Henschel war zuvor zusammen mit Krupp an der Vorserie der DB V 160 beteiligt. Zeitgleich mit den wenigen ersten schweren Drehgestell-Lokomotiven mit dieselhydraulischer Antriebsanlage und Gelenkwellen der Typen DHG 1100 BB und DHG 1200 BB für Werksbahnen wie die Rheinelbe Bergbau AG in Gelsenkirchen entstand eine aus der DB V 160 abgeleitete einmotorige Type, die mit einer Motorleistung von 880 kW als DH 1200 BB auf Meterspur an die Thailändische Staatsbahn und die spanische Compania Minera de Sierra Menera (später FEVE 1401 bis 1405) sowie mit einer Motorleistung von 810 kW später als DH 1100 BB nach Togo für 1000 mm Spurweite und mit durchgehend senkrechten Seitenwänden nach Bulgarien (BDŽ 75) für 760 mm Spurweite geliefert wurden.
Diese grobe Typenbezeichnung für dieselhydraulische Gelenkwellenlokomotiven (DH bzw. DHG) in Verbindung mit der angegebenen Nennleistung in PS und der UIC-Achsfolge ohne weitere Differenzierung wurde die nächsten vierzig Jahre bis zur Fokussierung des Kasseler Werkes auf die Plattform der „TRAXX“-Elektro- und Dieselelektrischen Loks bei behalten.

## Technische Beschreibung
In zwei Losen bezog die SRT in den Jahren 1963 und 1964 zunächst zwanzig und im darauf folgenden Jahr noch einmal sieben Maschinen mit den Fabriknummern 30884 bis 30903 und 30915 bis 30921 von Henschel. Der geschlossene Lokomotivkasten mit seinen zwei Führerständen stützt sich über Schraubenfedern auf die beiden zweiachsigen Drehgestelle ab. Angetrieben werden die Lokomotiven von einem Zwölfzylinder-Viertakt-Dieselmotor von Maybach-Motorenbau mit der Bezeichnung Mb 820 Db, er leistet 1200 PS bei 1500/min. Dieser Motor ist mit Turboaufladung und Ladeluftkühlung ausgestattet. Der Motor wird mittels einer unter dem Dach angeordneten Kühlanlage wassergekühlt. Die Kühlluft dazu wird in den Seitenwänden angesaugt und durch das Dach ausgeblasen. Das Drehmoment wird durch eine kurze Gelenkwelle auf ein Voith Strömungsgetriebe L306r übertragen. Dieses Getriebe umfasst drei hydraulische Wandler und ist mit einer hydrodynamischen Bremse versehen. Von dort werden über Gelenkwellen beide Drehgestelle angetrieben. Die Achsen im Drehgestell sind durch Kardanwellen verbunden. Im Fahrzeugdach sind Klappen vorhanden, über die die Großaggregate der Maschinenanlage herausgehoben werden können. Die Lokomotiven haben eine automatische Mittelpufferkupplung.

## Einsatz und Verbleib
Bis Mitte der 1990er Jahre liegen Bilder der Maschinen von der Südbahn, der Zweigstrecke nach Kantang und der Strecke nach Kanchanaburi im leichteren Personennahverkehr vor. Danach dürften alle Maschinen abgestellt worden sein.
Die Loks mit den Betriebsnummern SRT 3009, SRT 3018, SRT 3023 und SRT 3027 gingen zu jener Zeit in dieser Reihenfolge als IT 13, IT 11, IT 12 und IT 14 an die italienisch-thailändische Gleisbaufirma Italian Thai Co.,Ltd.(public) /Eurovia Travaux Ferroviaires (IT/ETF) und konnten auch noch im Jahre 2021 auf der Bahnstrecke Bangkok-Thonburi–Sungai Kolok (Südbahn) im Gleisbau beobachtet werden.
Einzig die SRT 3015 war noch viele Jahre nach dem Ausscheiden der anderen Loks der Baureihe als letzte Maschine des Typs im Rangierdienst auf dem etwa 10 km außerhalb der Stadt liegenden Bahnhof Surat Thani bis in die
2010er Jahre zu beobachten.
SRT 3017, SRT 3019 und SRT 3022 standen noch Anfang der 2020er Jahre als Wracks hinter dem Depot der SRT in Bangkok/Bang Sue. SRT 3026 überlebte als Denkmallok im Eisenbahnmuseum in Kantang. Im Jahre 2006 stand sie noch als Schrottlok zusammen mit SRT 3020 im Bahnhof Thung Song Junction.